# Der Schmied von Aachen

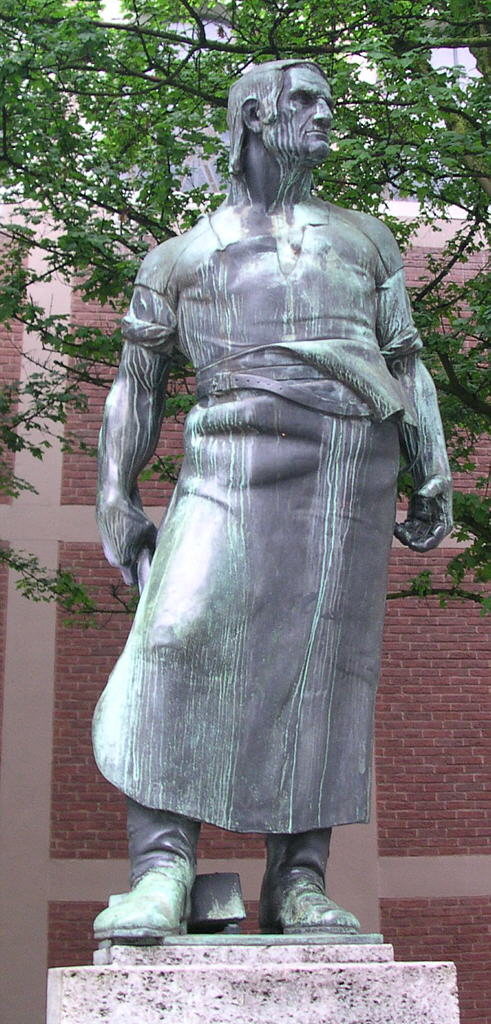
Wehrhafter Schmied, Denkmal von Carl Burger in der Jakobstraße in Aachen

Der Schmied von Aachen ist eine der Aachener Sagen und Legenden. Die Sage erzählt, wie der Jülicher Graf Wilhelm IV. nachts mit seinen Reitern in Aachen eindrang und dabei von einem Schmied erschlagen wurde.

## Sage
In der Gertrudisnacht des Jahres 1278, also in der Nacht vom 16. auf den 17. März, drang Graf Wilhelm von Jülich um neun Uhr abends mit drei Söhnen und mit 468 bewaffneten Reitern im Gefolge in die Stadt ein, um sie in Besitz zu nehmen. Er hatte Verbündete in Aachen, die ihm das nach Osten führende Kölntor öffneten. Weitere Verbündete sollten ihn mit einer bewaffneten Schar unterstützen.
Als der Graf mit seiner Schar den Markt erreichte, stießen sie in die Trompeten und riefen den Schlachtruf „Iulia nostra Domina!“ (Jülich ist unsere Herrin). Die erwarteten Unterstützer kamen aber nicht. Stattdessen wurden die Sturmglocken geläutet und riefen die Aachener zu den Waffen. Die bewaffneten Bürger stürzten sich in den Kampf mit den Eindringlingen, Frauen und Kinder bewarfen die Jülicher aus den Fenstern mit Steinen. Viele Ritter und viele Bürger kamen ums Leben.
Als Graf Wilhelm sah, dass seine Lage aussichtslos geworden war, wandte er sich zur Flucht in Richtung Jakobstor. Als er bis zum Weißfrauenkloster gekommen war, trat ihm ein Schmied in den Weg. Mit einer Eisenstange erschlug er zuerst den Grafen, dann dessen Söhne. Auch von den übrigen Begleitern des Grafen überlebte keiner den Kampf.

## Überlieferung
Die Sage wurde zunächst mündlich überliefert. Schriftlich fixiert ist sie unter anderem in folgenden Sammlungen:
- Alfred von Reumont: Aachens Liederkranz und Sagenwelt, 1829[5]
- Joseph Müller: Aachens Sagen und Legenden, 1858[4]

## Historischer Hintergrund
Der gewaltsame Tod des Wilhelms IV. am 16. März 1278 in Aachen ist historisch bezeugt. Sein Motiv, nach Aachen zu reiten, sowie Uhrzeit der Hergang der Ereignisse werden in der aktuellen Forschung jedoch anders beurteilt, als sie durch die Sage überliefert sind.
Wilhelm lag zwar in Fehde mit der Stadt Aachen, konnte aber kaum erwarten, eine allein dem König unterstellte Stadt, noch dazu den Krönungsort der Könige, ungestraft mit Gewalt in Besitz nehmen zu können. Zeitgenössische Quellen berichten davon, dass der Graf um die neunte Stunde nach Aachen kam, also zwischen 14 und 15 Uhr, und nicht um 21 Uhr. Da waren die Tore noch offen und brauchten nicht heimlich von Verbündeten geöffnet zu werden. Das wird auch durch eine andere Quelle gestützt, nach der der Trupp friedlich in die Stadt einritt.
Der Historiker Thomas R. Kraus rekonstruiert die Ereignisse anhand von Quellen folgendermaßen: Graf Wilhelm hatte von König Rudolf I., der einen Feldzug gegen König Ottokar II. von Böhmen vorbereitete, den Auftrag bekommen, dafür im Rheinland Truppen und Gelder einzutreiben. Dafür ritt er auch mit einer Anzahl bereits gewonnener Kämpfer nach Aachen, wo er jedoch auf Widerstand stieß. Die Aachener beriefen sich dabei wohl auf ein Steuerprivileg, das König Richard von Cornwall ihnen 1257 gewährt und König Rudolf I. anlässlich seiner Krönung in Aachen 1273 erneuert hatte. Da die Aachener anscheinend auch nicht zu freiwilliger Unterstützung bereit waren, kam es zu einer Auseinandersetzung, die schließlich in einer Straßenschlacht eskalierte. In deren Verlauf wurden der Graf und seine Söhne Wilhelm und Roland getötet, aber nicht von einem Schmied, sondern von mehreren Aachener Bürgern, nach einigen Quellen von Metzgern.
Als Ort der Straßenschlacht wird in Quellen „inmitten der Stadt“ und „vor der Marienkirche“ angegeben. Demnach fand sie auf dem heutigen Fischmark statt, an dem das damalige Rathaus Aachens stand, in dem wohl vorher die Gespräche mit den Vertretern der Stadt stattgefunden hatten. Von dort konnte Graf Wilhelm sich auf dem Weg zum Jakobsmitteltor durch Rennbahn und Klappergasse zurückgezogen haben, bis er vor dem Weißfrauenkloster getötet wurde.
In einem am 20. September 1280 auf Schloss Schönau mit Wilhelms Witwe Richarda geschlossenen Sühnevertrag wurde die Stadt Aachen unter anderem zu einer Sühnezahlung von 15.000 Kölner Mark und zur Errichtung von vier Sühnealtären (vgl. Sühnekreuz) verpflichtet. Auch das ist kaum zu erklären, wenn die Tötung Folge eines räuberischen Überfalls gewesen wäre. Am Ort des Geschehens wurde zunächst ein Sühnedenkmal gebaut, das in Teilen noch bis etwa 1800 bestand. 1909 wurde an der Stelle des ehemaligen Sühnedenkmals das Brunnendenkmal Wehrhafter Schmied errichtet.

## Künstlerische Weiterverarbeitung
Ludwig Schleiden schuf basierend auf der Sage sein Historienbild Die Aachener Gertrudisnacht.
Aus dem Jahr 1854 stammt Otto Friedrich Gruppes Gedicht Der Schmied von Aachen.
Ebenfalls den Titel Der Schmied von Aachen trägt ein 1909 erschienener Historischer Roman von Johann Walter Neumann.
Aus dem Jahr 2001 stammt der Roman Getrudisnacht von Günter Krieger.